# Kill Kill (迷你專輯)

## Chemtrails over the Country Club
《Kill Kill》是美国创作歌手拉娜·德雷的首张EP，于2008年10月21日在美国通过5 Points Records，使用拉娜当时的艺名莉兹·格兰特（英語：Lizzy Grant）发行。专辑中的全部三首歌曲后被包括在2010年专辑《Lana Del Ray》中。《Yayo》则后被重新录制并被包括在拉娜2012年专辑《Born to Die》的“Paradise Edition”中第三次发行。《Kill Kill》是迷你专辑的唯一一支单曲。单曲的音乐视频于2008年发行。

## 背景和创作
标题歌曲《Kill Kill》最初以《The Ocean》作为标题，但这一标题被一位唱片制作人认为很“无聊”。沮丧中，拉娜划掉了歌词上方《The Ocean》的标题，并在标题的位置写下了《Kill Kill》。
“是的，当我与Davey（大卫·卡恩）录制的时候，我们录制了13首歌曲。因此我从未想象过去发行一张迷你专辑，但当iTunes找到我们，成为了狂热支持者并说：‘发行任何东西，然后我们都会给你艺术家聚光灯。’我们决定，好吧，我们就发行张迷你专辑，并后来于10月21日发行。”
在一篇访谈中，拉娜将迷你专辑的风格称作为“夏威夷华丽金属”。迷你专辑的声音受到了包括埃维斯、毒药乐队和范·海伦在内的艺术家的影响。词作家大卫·尼克特恩告诉MTV《Kill Kill》是拉娜和她的团队在完整制作的录音室专辑发布前创造话题的手段。他还将标题歌曲称为“一首非常好的歌曲”。

## 评价
《Index杂志》将《Kill Kill》称作是“丰富和电影化的，包括弦乐器、爵士乐器和电吉他。”对于三首歌曲，拉娜的声音被称作是“低沉的”，并受玛丽莲·梦露启发。《赫芬顿邮报》的记者费利西亚·C·沙利文写到，拉娜在《Kill Kill》中的声音令人不遗忘却且充满感情。在类别方面，沙利文评价迷你专辑“明显反类别”，包括了电子音乐和蓝调摇滚的元素。歌词上，《Kill Kill》被称为是黑暗的、诗意的和优雅的。对于《Kill Kill》的视频片段，沙利文评价它们是“古怪、奇特[和]魔幻的”，认为拉娜一定“喜爱美国事物。”沙利文认为可以放心地说《Kill Kill》中的歌曲展现了一个“老成但意志坚定的女性"的故事。 拉娜认可了这一评论，并补充她：
“...并没有感到被困在拖车营地中。我在来到拖车营地之前感到被困住了，因为我没有地方生活。当我得到了我的拖车，那里的所有人都和我有相同的品味。我们都喜欢巨大、丰富的假花花园，还喜欢用横幅装饰墙，即是那不是我们的生日。我在那里不能够更开心了。在那之前，我梦想着逃跑。我总是只是认为一个男人将会带我走。我不知道自己是否配得上一个好男人，但是我有时会往那方面想。”
《好莱坞报道》的雪莉·霍尔柏林注意到这张三首歌曲的迷你专辑在声调和声音上与她吸引了大量主流关注的第二张专辑《Born to Die》有所区分。霍尔柏林认为《Kill Kill》和《Born to Die》相比声音更加爵士乐化和欢快。

## 曲目列表
| 曲序     | 曲目                                         | 时长  |
| -------- | -------------------------------------------- | ----- |
| 1.       | Kill Kill                                    | 3:59  |
| 2.       | Yayo                                         | 5:45  |
| 3.       | Gramma (Blue Ribbon Sparkler Trailer Heaven) | 3:50  |
| 总时长： | 总时长：                                     | 13:34 |